# Jiulian Shan
Jiulian Shan är en bergskedja i Kina. Den ligger i provinsen Guangdong, i den södra delen av landet, omkring 260 kilometer nordost om provinshuvudstaden Guangzhou.
Genomsnittlig årsnederbörd är 1 969 millimeter. Den regnigaste månaden är maj, med i genomsnitt 376 mm nederbörd, och den torraste är oktober, med 19 mm nederbörd.